# دوري جزر كوك لكرة القدم 1998–99
دوري جزر كوك لكرة القدم 1998–99 (بالإنجليزية: 1998–99 Cook Islands Round Cup) هو موسم من دوري جزر كوك لكرة القدم. فاز فيه توبابا مارايرينغا.